# Sydöstra Hälsinglands domsaga
Sydöstra Hälsinglands domsaga var en domsaga i Gävleborgs län. Den bildades 1907 när Södra Hälsinglands domsaga delades och samtidigt tillfördes en del (Enånger) ur den då upplösta Norra Hälsinglands domsaga. 
1971 upplöstes denna domsaga och verksamheten övertogs av Bollnäs tingsrätt och Sydöstra Hälsinglands tingsrätt.
Domsagan lydde under Svea hovrätt. 

## Tingslag

### Från 1907
- Ala tingslag från Södra Hälsinglands domsaga, där den hade namnet Södra Hälsinglands östra tingslag
- Enångers tingslag från Norra Hälsinglands domsaga

### Från 1948
- Sydöstra Hälsinglands domsagas tingslag

## Häradshövdingar
- 1906–1923 Wilhelm Moberg
- 1924–1949 Herman Wickström
- 1950–1964 Allan Brusén
- 1964–1969 Axel Bäckman